# Mutanti e mutazioni
Mutanti e mutazioni è un'antologia di tre romanzi e cinque racconti di John Wyndham, edita in Italia da Mondadori nel settembre 1980 all'interno della collana di fantascienza Biblioteca di Urania (n. 7) (come supplemento di Urania n. 857).

## Romanzi

### Chocky
Romanzo breve, da cui fu tratta una serie di tre adattamenti televisivi, andati in onda in Inghilterra fra il 1984 ed il 1985.
Matthew, un ragazzo di dodici anni, comincia a comportarsi in modo sempre più strano, mentre il suo amico immaginario, Chocky, progressivamente appare dotato di una personalità sempre più reale e concreta.

### I trasfigurati
Romanzo postapocalittico, in cui la Terra è stata sconvolta - si intuisce - da un conflitto atomico, e le piccole comunità scampate al disastro distruggono o estromettono qualunque individuo caratterizzato da ogni minima caratteristica deviante.

## Edizioni
- John Wyndham, Mutanti e mutazioni, collana Biblioteca di Urania n° 7 (supplemento a Urania n. 857), Arnoldo Mondadori Editore, 1980,  p. 514.